# Richard Hare
Richard Mervyn Hare (Backwell, Somerset, 21 maart 1919  – Ewelme, Oxfordshire, 29 januari 2002) was een Brits moraalfilosoof die lange tijd werkzaam was aan de Universiteit van Oxford (van 1966 tot 1983) en de Universiteit van Florida (van 1983 tot 1994). Zijn invloed is vooral te danken aan zijn meta-ethische theorieën.
Hare is vooral bekend voor het ontwikkelen van zijn theorie van het prescriptivisme. Hij was ervan overtuigd dat men de formele structuren van het moreel taalgebruik kan gebruiken om aan te tonen dat het juiste morele handelen bij de meeste mensen zou overeenkomen met een vorm van preferentie-utilitarisme. Zijn denken was voornamelijk beïnvloed door het emotivisme van Alfred Ayer, de ordinary language philosophy van John Austin, het werk van Ludwig Wittgenstein, het utilitarisme en de ethiek van Immanuel Kant.
Hare heeft ook vele studenten gehad die later zelf invloedrijke filosofen zouden worden waaronder Brian McGuinness, Derek Parfit, Peter Singer, Hans Sluga, Peter Snow en Bernard Williams.

## Biografie
Richard Hare werd geboren in Backwell, Somerset. Hij ging naar de Rugby School in Warwickshire en in 1937 naar Balliol College. Ondanks dat hij een pacifist was, deed hij toch dienst als vrijwilliger in het Britse leger, namelijk in de artillerie. Hij werd krijgsgevangene van de Japanners in de herfst van 1942 in Singapore en zou dat blijven tot aan het einde van de Tweede Wereldoorlog. Deze ervaring had een blijvende invloed op Hares filosofische standpunten, voornamelijk op zijn opvatting dat de moraalfilosofie de taak heeft om mensen ertoe aan te zetten hun leven te leiden als volwaardige morele wezens. Zijn vroeg filosofisch werk, dat hij nooit gepubliceerd heeft, daterend van deze periode, schetst een zoektocht van Hare naar een systeem dat dienst kan doen als leidraad voor het leven, zelfs in de meest erbarmelijke toestanden.
Hij keerde na de oorlog terug naar Oxford en trouwde met Catherine Verney in 1947. Uit dit huwelijk kwamen een zoon en drie dochters voort (waarvan de zoon, John E. Hare, in zijn vaders voetsporen zou treden en zelf filosoof zou worden). Hare stierf uiteindelijk in Ewelme, Oxfordshire op 29 januari 2002 na enkele beroertes.

## Universeel prescriptivisme
In een reeks werken, met name in The Language of Morals, Freedom and Reason, and Moral Thinking, zet Hare een theorie uiteen die bekendstaat als het "universeel prescriptivisme". Volgens deze theorie bezitten termen als "goed", "moeten" en "juist" twee logische of semantische eigenschappen: universaliseerbaarheid en voorschrijvendheid (prescriptivity), waardoor morele uitspraken altijd prescriptief zijn, en dus bepaalde handelingen voorschrijven. Hieruit volgt volgens Hare dat een persoon niet werkelijk kan zeggen "ik ben moreel verplicht X te doen" en deze plicht toch tegelijkertijd niet opvolgen. Dit wordt echter vaak beschouwd als een grote fout binnen de filosofie van Hare omdat hij blijkbaar geen oog heeft voor het fenomeen dat bekendstaat als akrasia of wilszwakte.
Verder beargumenteerde Hare ook dat deze combinatie van universaliseerbaarheid en voorschrijvendheid noodzakelijk leidt tot een vorm van consequentialisme, namelijk preferentie-utilitarisme.

## Niveaus van moreel denken
In zijn essay Ethical Theory and Utilitarianism (1976)   en Utilitarianism and the Vicarious Affects (1979)  begon Hare verschillende niveaus van moreel denken te onderscheiden, iets wat hij verder zou uitwerken in Moral Thinking (1981).
Hare maakte een onderscheid tussen enerzijds een "kritisch" denkniveau, idealiter uitgevoerd door "aartsengelen” met het gebruik van Gulden regel-argumenten en anderzijds een “intuïtief ”niveau, zoals gevolgd door “proles" met het gebruik van eenvoudige principes (vaak emotionele reacties), waarvan de acceptatie op het kritische niveau gerechtvaardigd kan worden. Hare bedient zich van de term proles die ook werd gebruikt door George Orwell in zijn roman 1984 voor personen zonder diepgang wier aandacht zich uitsluitend richt op hun alledaagse zorgen. .
Deze twee niveaus definiëren twee rollen waartussen ieder persoon leert af te wisselen waar dat nodig zou blijken. De vraag naar hoe men moet handelen dient men echter te scheiden van de vraag hoe men moet denken over hoe te handelen. Denkwijzen hebben niet minder gevolgen dan manieren van handelen (en louter denken dat men zou moeten handelen op een bepaalde wijze brengt nog geen gunestig gevolg met zich mee, zelfs geen poging). Bij een utilitaire beoordeling van praktische principes dient niet alleen rekening te worden gehouden met het nut van hun naleving, wat het goede is om ze uit te voeren, maar ook met het nut van hun acceptatie wat (grofweg) het goede is van het voornemen om ze uit te voeren.